# Gergana
Gergana Georgieva Katsarska (en búlgaro: Гергана Георгиева Кацарска; n. el 30 de noviembre de 1984 en Dimitrovgrad, Bulgaria), más conocida como Gergana, es una popular cantante búlgara de pop-folk que saltó al estrellato en el año 2003 con su álbum Gubja te bavno. Pertenece a la discográfica Payner Music, con la cual ha tenido destacados éxitos a pesar de su poco tiempo en el panorama musical búlgaro.

## Biografía
Gergana nació el 30 de noviembre de 1984 y vivió con su madre Lilyana, su padre Georgi y su hermana, Lazarina en Dimitrovgrad. Desde su niñez, Gergana tenía pensado dedicarse profesionalmente al deporte, y más concretamente al fútbol por influencia de su primo y futbolista Stojko Sakaliev. Sin embargo, la música también era una de las aficiones de Gergana ya que desde su juventud destacaba mucho en este campo.
En el año 2002, Gergana se presentó a un casting de Payner Music para cantantes de Turbo-folk, consiguiendo pasar con éxito todas las pruebas que realizó. El año siguiente, comenzó a actuar en las galas de su discográfica y salió de gira junto con otras estrellas del panorama musical búlgaro pertenecientes a Payner Music. Fue en esta gíra donde presentó su single de debut; Gubja te bavno, que sería incluido en álbum homónimo, que fue publicado a finales de ese año, vendiendo más de 70.000 copias y alcanzando el disco de platino.
A partir de ese año, la cantante ha estado presente en los actos más importantes de Payner Music y de PLANETA TV, Canal de televisión perteneciente a Payner, incluyendo los premios anuales de dicho canal de televisión a los que ha estado nominada año tras año en muchas categorías.

## Discografía
Gubja te bavno (2003)
- Kakto predi
- Gubja te bavno (Remix)
- Njama da molja
- Povjarvaj mi
- Izguben svjat
- Gasna po teb
- Običam života
- Za Teb živeja
- Ela s men
- Gubja te bavno

Kakto nikoj drug (2004)
- Boli
- Posledna večer
- Ne te običam veče
- Izmama
- Bez teb ne moga
- Kakto nikoj drug
- Dori da znam
- Ne vjarvam
- Ne moga sama
- Boli /Acoustic Version/

Sini oči (2005)
- Sini oči
- Bez pravila
- Sladkite nešta
- Do utre
- Tancuvaj s men
- Iskam samo ljubovta ti
- Običam da useštam
- Žadno me izpivaj
- Njakoj den, može bi
- Sini oči /Remix/

Sladkata strana na neštata (2007)
- Una pasión
- Ljatna nošt
- Karma
- Stud i tišina
- Ljubov i sâlzi
- Sladkata strana na neštata
- Neja vmesto men
- Sledvaj me
- Mrazja te zaštoto te običam
- V tozi grad